# Christoph Schwarz
Christoph Schwarz (München, circa 1545 – aldaar, 15 april 1592) was een Duitse kunstschilder, ontwerper en architect uit de late renaissance, voornamelijk actief in München.
Zijn vader was de goudsmid Conrad Schwarz. Hij ontving zijn opleiding van circa 1560 tot 1566 van Hans Bocksberger (II), met wie hij fresco's schilderde in Augsburg en Wasserburg.
Tussen 1568 en 1569 was Schwarz actief in München, waar hij in 1569 meester werd in het schildersgilde. In 1570 verbleef hij in Venetië, een stad die destijds een belangrijke invloed had op de kunst van de renaissance. Schwarz werkte er in het atelier van Titiaan (1570-1573). Hij toonde ook interesse in Tintoretto en Paolo Veronese. Hij werkte enige tijd voor Lambert Sustris. In 1573 keerde hij terug naar München, waar hij vanaf 1574 door hertog Albrecht V tot hofschilder werd aangesteld. 
Onder hertog Wilhelm V verloor hij zijn vooraanstaande positie aan het hof aan Friedrich Sustris. 
In 1585 schilderde hij, in dienst van de Fuggers, altaarstukken. 
Toen keizer Rudolf II hem als hofschilder naar Praag wilde laten komen, stond Wilhelm V dit niet toe, maar gaf hem wel toestemming enkele schilderijen te maken voor de Praagse Kunstkamer. 
In zijn latere jaren was Schwarz ziek en verarmd, vermoedelijk als gevolg van alcoholisme. Hij overleed op 15 april 1592 in München.
Schwarz stond bekend om zijn portretten, historiestukken en genrevoorstellingen, en ontwierp ook ornamenten en plafonddecoraties.
Hi had aanzienlijke invloed op de volgende generatie kunstenaars, zoals Hans Krumpper, Georg Pecham en Christoph Zimmermann. Hij leidde ook Elias Greuter de Oude op.
Zijn gerespecteerde positie onder kunstenaars blijkt uit het feit dat Hendrick Goltzius zijn portret tekende tijdens zijn bezoek aan München in 1591. Karel van Mander roemde hem als "de parel van heel Duitsland".

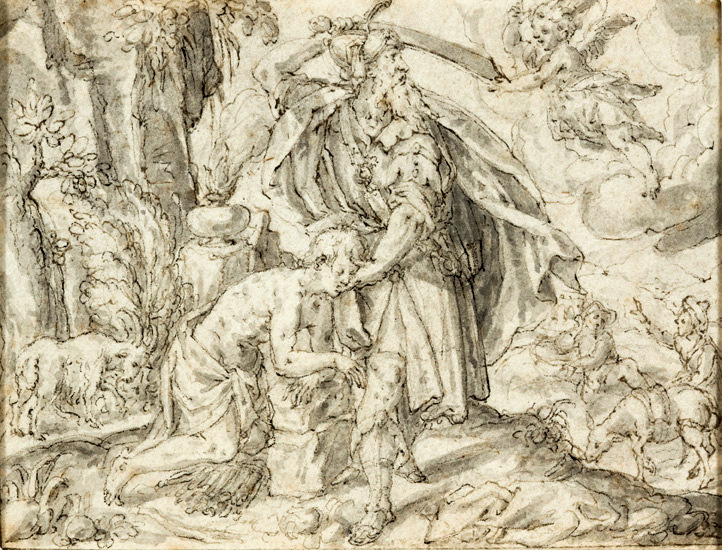
Het offer van Isaac (tweede helft 16e eeuw)
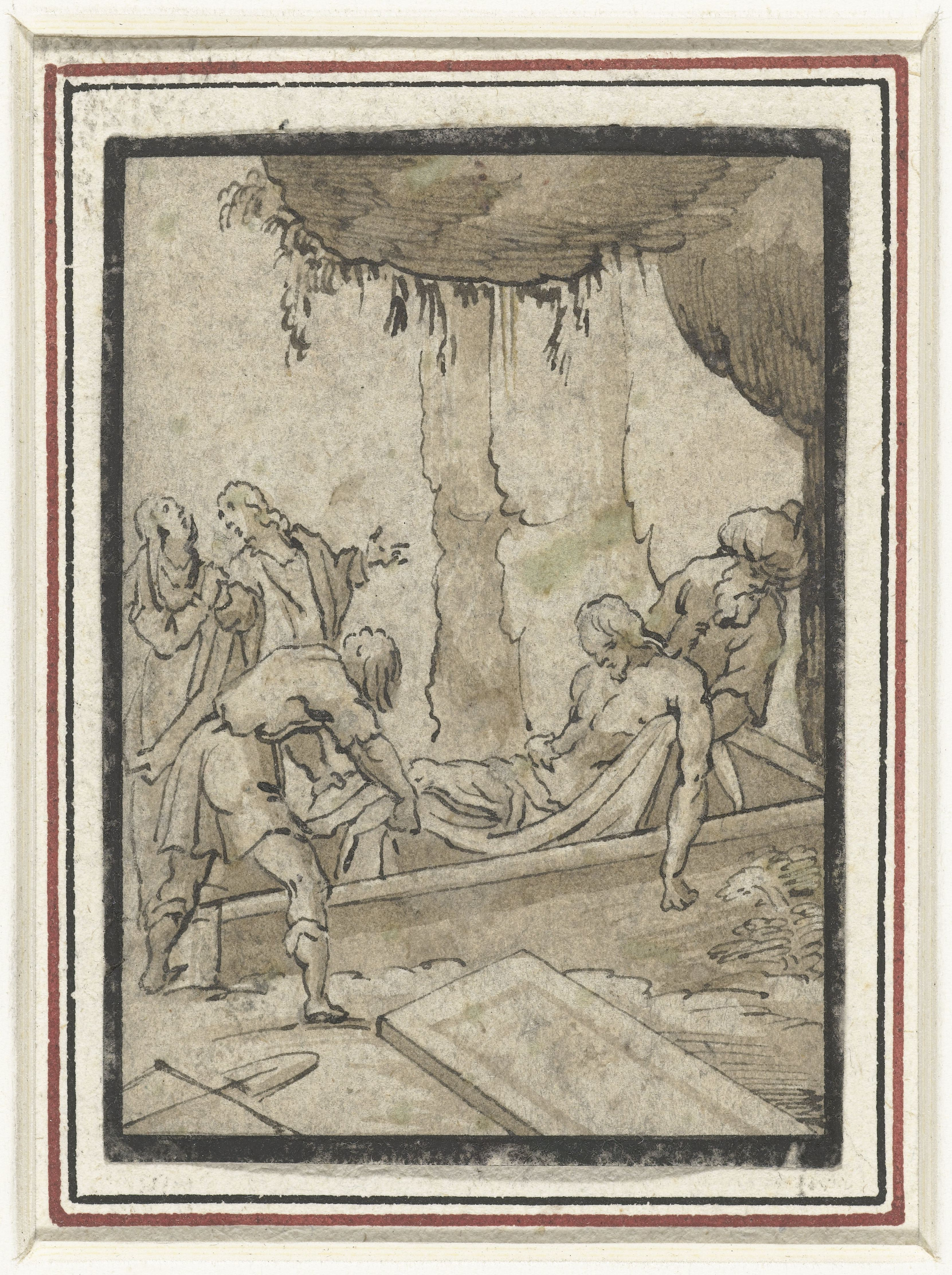
Graflegging (tweede helft 16e eeuw)
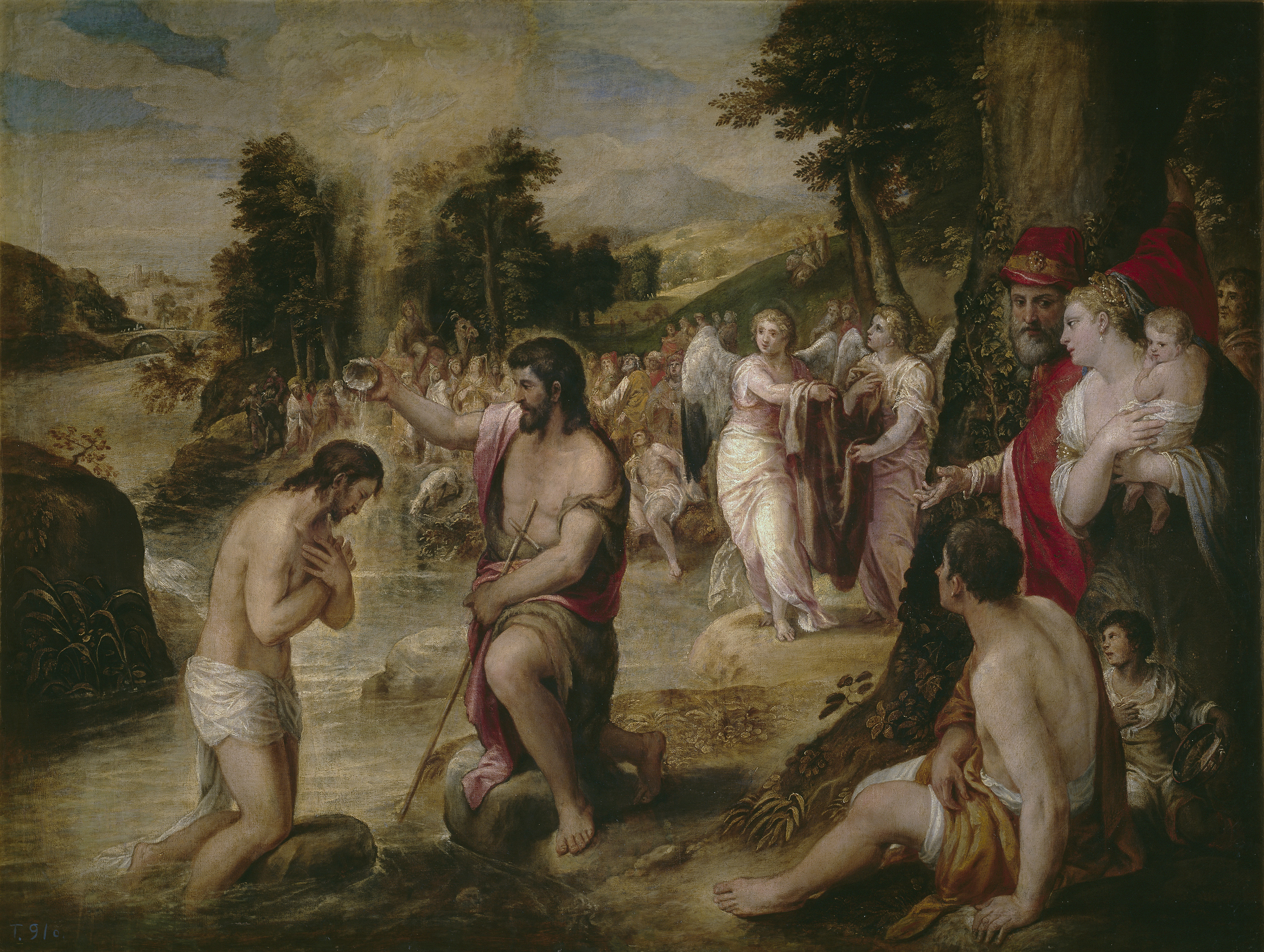
De doop van Christus (1575-1580)
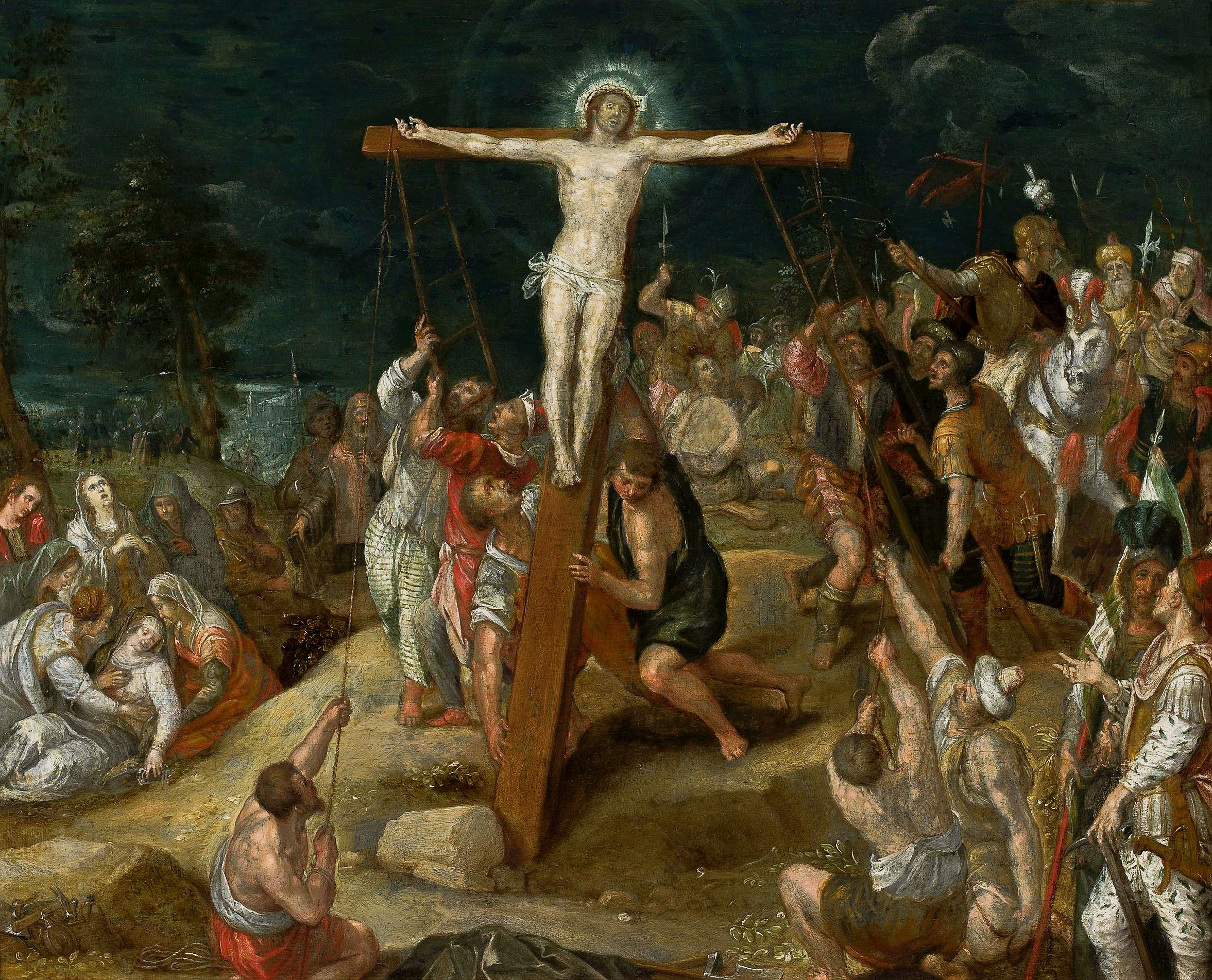
De kruisopheffing (1587) (tweede helft 16e eeuw)
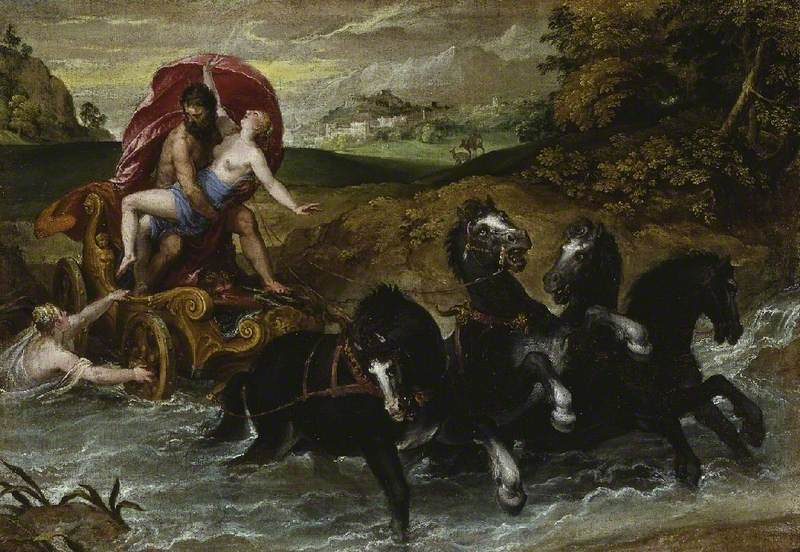
De ontvoering van Persephone (ca. 1573)
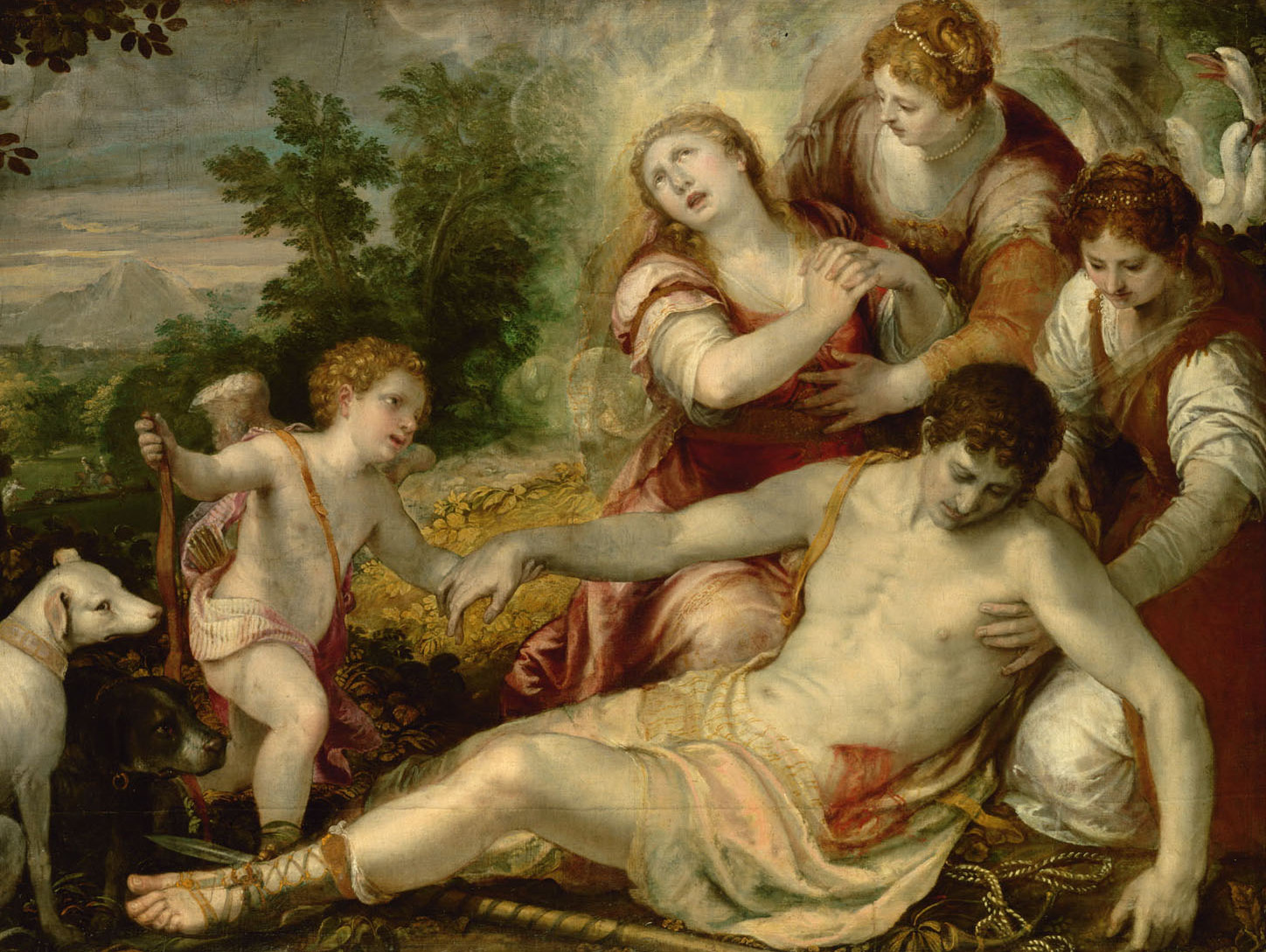
De dood van Adonis (1570-1580)

- Bibliothèque nationale de France: cb14966339t (data)
- Gemeinsame Normdatei: 119369303
- International Standard Name Identifier: 0000 0001 1507 1870
- KulturNav: 8f07bd8b-791e-42ce-8ec5-8ffbbbdd73cf
- Library of Congress Control Number: nr2002034955
- National Gallery of Victoria: 5328
- Nationale Bibliotheek van Tsjechië: mub20211119075
- Nationale Bibliotheek van Israël: 987008757048705171
- Nederlandse Thesaurus van Auteursnamen: 397508190
- RKD-Nederlands Instituut voor Kunstgeschiedenis: 71504
- Système universitaire de documentation: 248887181
- Union List of Artist Names: 500030047
- Virtual International Authority File: 88087883
- WorldCat: E39PBJdmjBcTmqfRwBMtCQKmVC